# Aloysius Fondong Abangalo
Aloysius Fondong Abangalo (ur. 5 stycznia 1973 w Limbé) – kameruński duchowny katolicki, biskup Mamfe od 2022.

## Życiorys

### Prezbiterat
Święcenia kapłańskie otrzymał 20 kwietnia 2006 i został inkardynowany do diecezji Buéa. Był m.in. kierownikiem Kolegium MB Łaskawej w Muyuka, ekonomem diecezjalnym, wykładowcą i wychowawcą w seminarium diecezjalnym oraz obrońcą węzła małżeńskiego w sądzie biskupim w Bamenda.

### Episkopat
22 lutego 2022 papież Franciszek mianował go biskupem ordynariuszem diecezji Mamfe. Sakry udzielił mu 5 maja 2022 arcybiskup Andrew Nkea.